# Joost Hoffscholte
Joseph Ignatius Maria (Joost) Hoffscholte (Amsterdam, 31 augustus 1942) is een Nederlands oud-politicus en jurist van de VVD. Hij is afgestudeerd aan de Universiteit van Amsterdam als meester in de rechten in publiekrecht en werd in 1972 juridisch beleidsmedewerker op het kabinet van de commissaris van de Koningin in de provincie Overijssel. Daar werkte hij tot hij in mei 1978 op 35-jarige leeftijd burgemeester werd van de toenmalige Drentse gemeente Dalen. Hij volgde daar Ivo Opstelten op, die later burgemeester van Rotterdam zou worden. In juni 1985 volgde zijn benoeming tot burgemeester van Aalsmeer, wat hij tot zijn pensionering in de zomer van 2007 zou blijven. 
Op 3 april 1971 trouwde Hoffscholte in Utrecht met Maud Maria Leontine van Boven (Utrecht, 25 december 1946 - Zwolle, 8 maart 1975). In maart 1977 hertrouwde hij met Miekje Spoelder met wie hij drie kinderen kreeg.
Hoffscholte is Ridder in de Orde van Oranje-Nassau sinds 29 april 2005.
Als bestuurder had hij de volgende functies:
- Raad van Toezicht VVV Hollands Midden
- Voorzitter St. Sociaal Pedagogische Zorg
- Bestuurslid St. Prokkel
- Bestuurslid St. Bevordering Leefbaarheid Schiphol-Regio
- President van de Rotary Club Aalsmeer-Uithoorn